# Parafia Niepokalanego Poczęcia Najświętszej Maryi Panny w Luchowie Górnym
Parafia Niepokalanego Poczęcia Najświętszej Marii Panny w Luchowie Górnym – parafia rzymskokatolicka znajdująca się w dekanacie Tarnogród, w diecezji zamojsko-lubaczowskiej. 
Parafia została erygowana została 9 października 1919 roku dekretem ówczesnego biskupa lubelskiego Mariana Fulmana. 
Liczba mieszkańców: 1400. Do parafii należą: Jastrzębiec, Luchów Dolny, Luchów Górny.

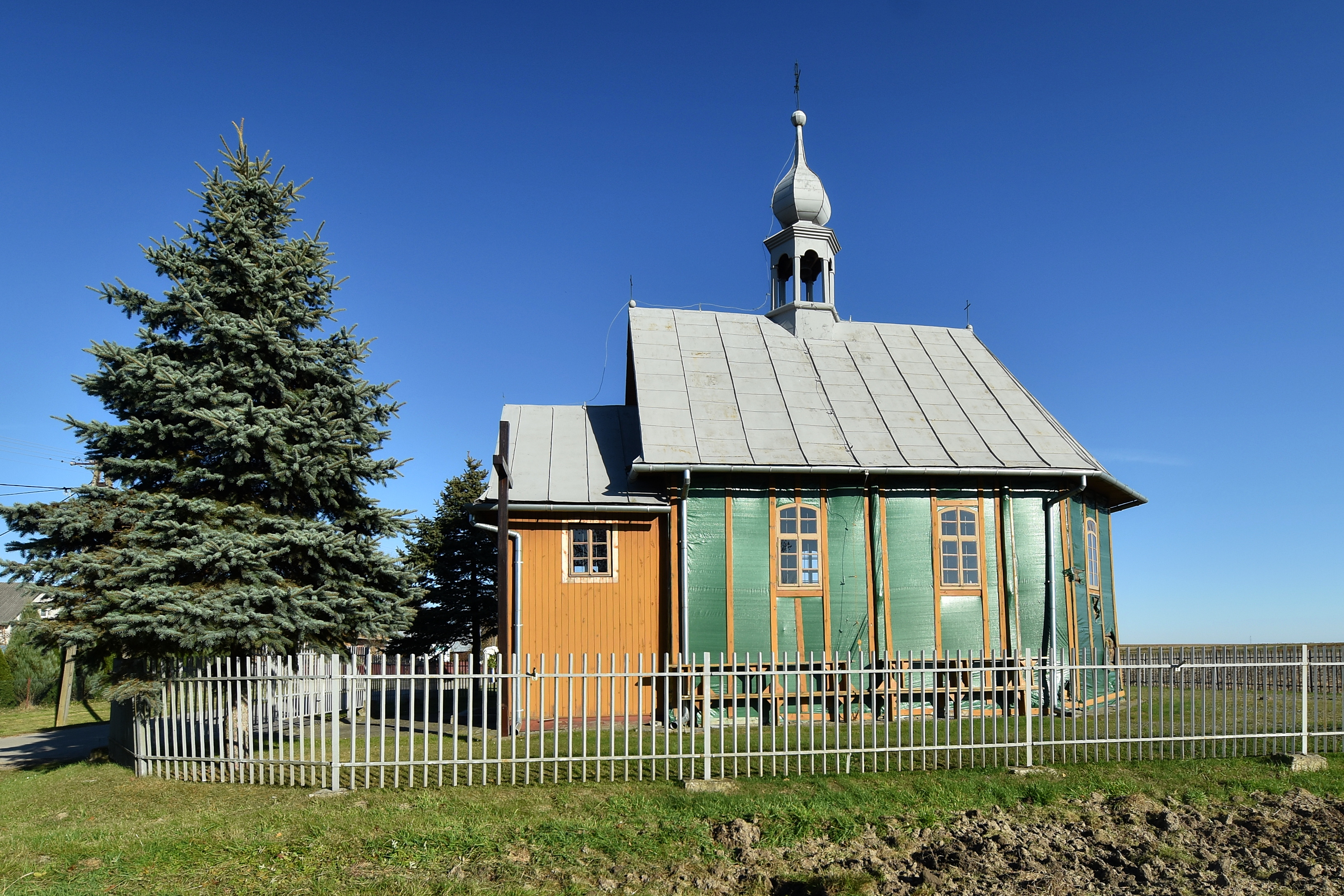
Kościół filialny Najświętszego Serca Pana Jezusa w Jastrzębcu